# Cerapachys similis
Cerapachys similis är en myrart som först beskrevs av Santschi 1930.  Cerapachys similis ingår i släktet Cerapachys och familjen myror. Inga underarter finns listade i Catalogue of Life.